# 漢蔵史集
『漢蔵史集』（かんぞうししゅう、ワイリー方式：rgya bod yig tshang）は、1434年に編纂された中世チベットの歴史書の一つ。著者はペンジョル・サンポ (dpal 'byor bzang po) 。
書名は「rgya＝中国」と「bod＝チベット」の「yig tshang＝文書集成」を意味する。チベット語音をそのままカタカナ転写した『ギャプ・イクツァン』という表記でも知られる。

## 概要
『フゥラン・テプテル（デプテル・マルポ）』や『ヤルルン仏教史』といった先行する史書を参考にしつつ、特にサキャパ政権について他には見られない独自の記述が多く見られることで知られる。ただし『漢蔵史集』独自の記述の中には根拠のない付加や改変もあり、利用には注意が必要と評される。1例として、「チベット十三万戸」はモンゴルによるチベット支配体制を象徴する用語としてしばしば用いられるが、本書で初めて登場する単語であり、サキャパ時代にはこのような概念は存在しなかったと考えられている。
また、『漢蔵史集』の大きな特徴として、サキャパに関しては非常に詳細に言及するのに対して、サキャパに代わって14世紀半ばより中央チベットの覇権を得たパクモドゥパ政権について極めて冷淡な書きぶりであることが挙げられる。このため、著者ペンジョル・サンポは親サキャパ的な人物であったと見られる。
1986年には陳慶英による中国語訳（倉宗巴班覺桑布『漢藏史集 賢者喜樂部洲明鑒』西藏人民出版社、1986年）が出版されている。

## 参考資料
- 岩尾一史・池田巧編『チベットの歴史と社会　下』臨川書店、2021年
- 山本明志「「サキャパ時代」から「パクモドゥパ時代」へ」『東洋史研究』79 (4)、2021年